# Copa Centroamericana 2014
De Copa Centroamericana 2014 was de dertiende editie van dit voetbaltoernooi voor de zeven UNCAF-leden, de CONCACAF-landen uit Centraal-Amerika. Het toernooi werd georganiseerd door de Verenigde Staten van 3 september 2014 tot en met 13 september 2014. De top vier van dit toernooi plaatste zich voor de CONCACAF Gold Cup 2015.

## Deelnemende landen
Alle zeven UNCAF-leden namen deel.
| Groep A     | Groep A | Groep A                                    | Groep B    | Groep B | Groep B                                            |
| Land        | Aantal  | Beste resultaat                            | Land       | Aantal  | Beste resultaat                                    |
| ----------- | ------- | ------------------------------------------ | ---------- | ------- | -------------------------------------------------- |
| Belize      | 9e      | Derde (2013)                               | Costa Rica | 13e     | Winnaar (1991, 1997, 1999, 2003, 2005, 2007, 2013) |
| El Salvador | 13e     | Derde (1991, 1995, 1997, 2001, 2003, 2013) | Nicaragua  | 10e     | Vijfde (2009)                                      |
| Guatemala   | 12e     | Winnaar (2001)                             | Panama     | 11e     | Winnaar (2009)                                     |
| Honduras    | 13e     | Winnaar (1993, 1995, 2011)                 |            |         |                                                    |

## Speelsteden
| Washington                                   | Dallas                         | Houston                                 | Los Angeles                                      |
| -------------------------------------------- | ------------------------------ | --------------------------------------- | ------------------------------------------------ |
| RFK Memorial Stadium Capaciteit: 19.467      | Cotton Bowl Capaciteit: 92.100 | BBVA Compass Stadium Capaciteit: 22.000 | Los Angeles Memorial Coliseum Capaciteit: 93.607 |
|                                              |                                |                                         |                                                  |
| · Houston Los Angeles Dallas Washington D.C. |                                |                                         |                                                  |

## Groepsfase
De loting voor de groepsfase vond plaats op 29 januari 2014.
| Betekenis van de kleuren                            |
| --------------------------------------------------- |
| Finaleplek, geplaatst voor CONCACAF Gold Cup 2015   |
| Troostfinale, geplaatst voor CONCACAF Gold Cup 2015 |
| Wedstrijd om vijfde plaats*                         |

*De wedstrijd om de vijfde plaats is van belang omdat de winnaar zich plaatst voor een Play-off duel tegen de nummer 5 van de Caribbean Cup 2014. De winnaar van de Play-Off plaatst zich voor de CONCACAF Gold Cup 2015

### Groep A
| Team        | Gsp | GW | G | V | DV | DT | DS | Ptn |
| ----------- | --- | -- | - | - | -- | -- | -- | --- |
| Guatemala   | 3   | 3  | 0 | 0 | 6  | 2  | +4 | 9   |
| El Salvador | 3   | 2  | 0 | 1 | 4  | 2  | +2 | 6   |
| Honduras    | 3   | 1  | 0 | 2 | 2  | 3  | –1 | 3   |
| Belize      | 3   | 0  | 0 | 3 | 1  | 6  | –5 | 0   |

|                                                   |                                   |       |        |                                                                                          |
| 3 september 2014 «onderlinge duels» 19:30 (UTC−5) | Honduras                          | 2 – 0 | Belize | RFK Memorial Stadium, Washington D.C. Toeschouwers: 20.516 Scheidsrechter: Sandy Vasquez |
| 3 september 2014 «onderlinge duels» 19:30 (UTC−5) | James 35' (e.d.) Smith 37' (e.d.) |       |        | RFK Memorial Stadium, Washington D.C. Toeschouwers: 20.516 Scheidsrechter: Sandy Vasquez |

|                                                   |             |       |                |                                                                                         |
| 3 september 2014 «onderlinge duels» 21:30 (UTC−5) | El Salvador | 1 – 2 | Guatemala      | RFK Memorial Stadium, Washington D.C. Toeschouwers: 20.516 Scheidsrechter: Jair Marrufo |
| 3 september 2014 «onderlinge duels» 21:30 (UTC−5) | Burgos 69'  |       | 26', 64' Pappa | RFK Memorial Stadium, Washington D.C. Toeschouwers: 20.516 Scheidsrechter: Jair Marrufo |

|                                                   |                       |       |              |                                                                                   |
| 7 september 2014 «onderlinge duels» 18:00 (UTC−6) | Guatemala             | 2 – 1 | Belize       | BBVA Compass Stadium, Houston Toeschouwers: 20.516 Scheidsrechter: Roberto Moreno |
| 7 september 2014 «onderlinge duels» 18:00 (UTC−6) | C. Ruiz 26' Ávila 51' |       | 80' McCaulay | BBVA Compass Stadium, Houston Toeschouwers: 20.516 Scheidsrechter: Roberto Moreno |

|                                                   |          |              |             |                                                                                  |
| 7 september 2014 «onderlinge duels» 20:00 (UTC−6) | Honduras | 0 – 1        | El Salvador | BBVA Compass Stadium, Houston Toeschouwers: 20.516 Scheidsrechter: Jeffrey Solís |
| 7 september 2014 «onderlinge duels» 20:00 (UTC−6) |          | 67' Menjivar |             | BBVA Compass Stadium, Houston Toeschouwers: 20.516 Scheidsrechter: Jeffrey Solís |

|                                                    |        |                        |             |                                                                        |
| 10 september 2014 «onderlinge duels» 19:00 (UTC−6) | Belize | 0 – 2                  | El Salvador | Cotton Bowl, Dallas Toeschouwers: 19.287 Scheidsrechter: Sandy Vasquez |
| 10 september 2014 «onderlinge duels» 19:00 (UTC−6) |        | 48' Burgos 69' Alvarez |             | Cotton Bowl, Dallas Toeschouwers: 19.287 Scheidsrechter: Sandy Vasquez |

|                                                    |                |       |          |                                                                         |
| 10 september 2014 «onderlinge duels» 21:00 (UTC−6) | Guatemala      | 2 – 0 | Honduras | Cotton Bowl, Dallas Toeschouwers: 19.287 Scheidsrechter: Roberto García |
| 10 september 2014 «onderlinge duels» 21:00 (UTC−6) | Pappa 37', 80' |       |          | Cotton Bowl, Dallas Toeschouwers: 19.287 Scheidsrechter: Roberto García |

### Groep B
| Team       | Gsp | GW | G | V | DV | DT | DS | Ptn |
| ---------- | --- | -- | - | - | -- | -- | -- | --- |
| Costa Rica | 2   | 1  | 1 | 0 | 5  | 2  | +3 | 4   |
| Panama     | 2   | 1  | 1 | 0 | 4  | 2  | +2 | 4   |
| Nicaragua  | 2   | 0  | 0 | 2 | 0  | 5  | –5 | 0   |

|                                                   |                                         |       |           |                                                                                             |
| 3 september 2014 «onderlinge duels» 17:30 (UTC−5) | Costa Rica                              | 3 – 0 | Nicaragua | RFK Memorial Stadium, Washington D.C. Toeschouwers: 20.516 Scheidsrechter: Héctor Rodríguez |
| 3 september 2014 «onderlinge duels» 17:30 (UTC−5) | Borges 39' (pen.) Ureña 49' Venegas 86' |       |           | RFK Memorial Stadium, Washington D.C. Toeschouwers: 20.516 Scheidsrechter: Héctor Rodríguez |

|                                                   |                     |       |                               |                                                                                 |
| 7 september 2014 «onderlinge duels» 16:00 (UTC−6) | Panama              | 2 – 2 | Costa Rica                    | BBVA Compass Stadium, Houston Toeschouwers: 20.156 Scheidsrechter: Joel Aguilar |
| 7 september 2014 «onderlinge duels» 16:00 (UTC−6) | Pérez 51' Nurse 71' |       | 81' Venegas 87' (pen.) Borges | BBVA Compass Stadium, Houston Toeschouwers: 20.156 Scheidsrechter: Joel Aguilar |

|                                                    |           |                         |        |                                                                       |
| 10 september 2014 «onderlinge duels» 17:00 (UTC−6) | Nicaragua | 0 – 2                   | Panama | Cotton Bowl, Dallas Toeschouwers: 19.287 Scheidsrechter: Walter López |
| 10 september 2014 «onderlinge duels» 17:00 (UTC−6) |           | 81' Pérez 82' R. Torres |        | Cotton Bowl, Dallas Toeschouwers: 19.287 Scheidsrechter: Walter López |

## Kock-outfase

### Om vijfde plaats
|                                                    |              |       |           |                                                                                              |
| 13 september 2014 «onderlinge duels» 15:00 (UTC−8) | Honduras     | 1 – 0 | Nicaragua | Los Angeles Memorial Coliseum, Los Angeles Toeschouwers: 41.969 Scheidsrechter: Joel Aguilar |
| 13 september 2014 «onderlinge duels» 15:00 (UTC−8) | Lozano 45+1' |       |           | Los Angeles Memorial Coliseum, Los Angeles Toeschouwers: 41.969 Scheidsrechter: Joel Aguilar |

### Troostfinale
|                                                    |             |              |        |                                                                                              |
| 13 september 2014 «onderlinge duels» 18:00 (UTC−8) | El Salvador | 0 – 1        | Panama | Los Angeles Memorial Coliseum, Los Angeles Toeschouwers: 41.969 Scheidsrechter: Jair Marrufo |
| 13 september 2014 «onderlinge duels» 18:00 (UTC−8) |             | 5' R. Torres |        | Los Angeles Memorial Coliseum, Los Angeles Toeschouwers: 41.969 Scheidsrechter: Jair Marrufo |

### Finale
|                                                    |                    |       |                        |                                                                                                |
| 13 september 2014 «onderlinge duels» 21:00 (UTC−8) | Guatemala          | 1 – 2 | Costa Rica             | Los Angeles Memorial Coliseum, Los Angeles Toeschouwers: 41.969 Scheidsrechter: Roberto Moreno |
| 13 september 2014 «onderlinge duels» 21:00 (UTC−8) | C. Ruiz 25' (pen.) |       | 29' B. Ruiz 56' Bustos | Los Angeles Memorial Coliseum, Los Angeles Toeschouwers: 41.969 Scheidsrechter: Roberto Moreno |

| Kampioen Copa Centroamericana 2014 |
| ---------------------------------- |
|                                    |
| COSTA RICA 8ste titel              |

## Toernooiranglijst
| Plek   | Land        |
| ------ | ----------- |
| Eerste | Costa Rica  |
| Tweede | Guatemala   |
| Derde  | Panama      |
| 4      | El Salvador |
| 5      | Honduras    |
| 6      | Nicaragua   |
| 7      | Belize      |

## Doelpuntenmakers
4 doelpunten
- Marco Pappa

2 doelpunten
- Celso Borges
- Johan Venegas

- Rafael Burgos
- Carlos Ruiz

- Blas Pérez
- Román Torres

1 doelpunt
- Deon McCaulay
- Juan Bustos
- Bryan Ruiz

- Marco Ureña
- Arturo Alvarez
- Richard Menjivar

- Marvin Ávila
- Anthony Lozano
- Roberto Nurse

Eigen doelpunt
- Jeromy James (tegen  Honduras)
- Elroy Smith (tegen  Honduras)